# Wye River (Victoria)
Wye River ist ein kleiner Ort in Victoria, Australien, und ein gleichnamiger Fluss, der durch den Ort fließt und in den Ozean mündet. Der Ort liegt 155 Kilometer westlich von Melbourne an der Otway Coast. Die Ortschaft an der Great Ocean Road wird häufig von den Touristen aus Lorne aufgesucht, das 15 Kilometer westlich liegt. Auch Erholungssuchende aus Melbourne verbringen ihre Ferien dort, seitdem 1932 die Great Ocean Road fertiggestellt wurde. 2016 hatte Wye River 63 Einwohner und in der Ferienzeit sind es mehr als zehnmal so viele.

## Geschichte
Besiedelt wurde das Gebiet im Jahr 1882. Die Brüder Alex und Donald MacRea und ihr Cousin Alex MacLennan waren auf der Suche nach Farmland und nach Fischgründen und wählten hierfür dieses Gebiet aus. Die MacRaes bauten eine Farm auf, die sie nach einem Fluss in Großbritannien The Wye nannten. Alex MacLennan siedelte etwas weiter westlich und nannte den Platz The Kennet, woraus die spätere Stadt Kennett River entstand.
Die Namen der Flüsse sind sicherlich vom River Wye in Buckinghamshire und vom River Kennet, beides Flüsse in Großbritannien, inspiriert. Das Wye River Post Office öffnete am 19. Januar 1914. Ab 1945 war es nur noch ein Telegraph Office. Die Einwohner erhielten die Post aus Lorne.

## Tourismus
Das Gebiet ist für seine Naturschönheiten wie den Great-Otway-Nationalpark und das Surfen bekannt.
Es gibt zwei Caravanparks, die nahe am Hauptstrand liegen und des Weiteren den Wye Valley Caravan Park, der privat betrieben wird. Im Ort gibt es ein Einkaufszentrum mit einem Post Office, Imbiss, Cafe und Pub.

## Organisationen
Wye River hat eine Feuerwehr und einen Surf Lifesaving Club (Wye River SLSC).
Der Wye River Surf Life Saving Club ist Mitglied in der Surf Life Saving Australia und hat mehr als 100 aktive Mitglieder, die den Strand von Ende November bis zum Anfang April an Wochenenden und Feiertagen beaufsichtigen. Dieser Verein nimmt kontinuierlich am regionalen Karneval und am regionalen, staatlichen und internationalen IRB Racing teil.